# 광포만

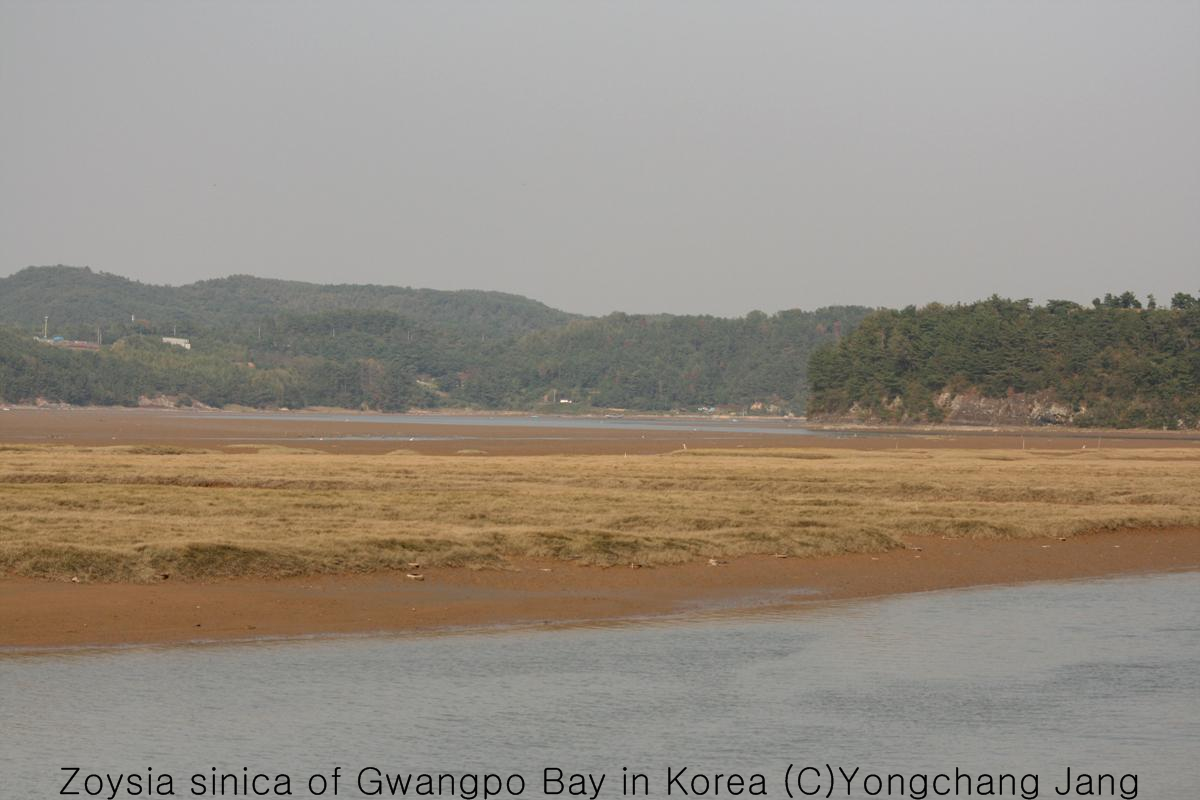
광포만

광포만(廣浦灣)은 경상남도 사천시의 만이다.

## 자연
염생식물 군락과 산호, 성게, 조개 등 대형 저서동물 등 생물다양성이 풍부하다. 갯잔디가 62,264㎡ 규모로 군락을 이루어 서식하는 국내 최대의 갯잔디 군락지이다. 또한 검은머리갈매기, 알락꼬리마도요, 노랑부리백로, 저어새 등 법정 보호종인 바닷새 4종, 멸종위기 야생생물인 갯게, 대추귀고둥, 흰발농게가 서식하고 있다.
2023년 10월, 해양수산부는 해양생태계를 체계적인 보전과 관리를 위하여 생태계 조사와 지역주민 공청회를 거쳐 광포만 갯벌을 광포만 갯벌 3.46㎢ 일원을 16번째 습지보호지역으로 지정하였다.